# Ивановка (Фёдоровский район, Саратовская область)
Ивановка — село в Фёдоровском районе Саратовской области, в составе городского поселения Мокроусское муниципальное образование.
Население — 362 (2021)

## История
Основана как казённая малоросская деревня в 1837 году (по другим данным – в середине XVIII века) крестьянами-переселенцами из Полтавской губернии, из-за чего деревня также называлась Полтавкой. На момент отмены крепостного права в Ивановке в 200 домохозяйствах проживали 498 мужчин и 479 женщин. В 1864 году в Ивановке была построена однопрестольная церковь в честь Воздвижения животворящего креста Господня. В 1867 году в селе открылась земская школа. В 1894 года открыта церковно-приходская школа. В 1904 году освящена новая церковь.
После крестьянской реформы Ивановка была отнесена к Фёдоровской волости Новоузенского уезда Самарской губернии. По состоянию на 1890 год — в составе Семёновской волости Новоузенского уезда Самарской губернии.
В 1910 году зажиточными братьями Яковом и Василием Бойко в селе была выстроена деревянная механическая вальцовая мельница с газогенераторным двигателем. Советская власть в Ивановке установилась в конце 1917 года. В 1918 году из состава Семёновской выделена самостоятельная Ивановская волость. В 1920 году Ивановская волость включена в состав Покровского уезда Саратовской губернии.
После образования АССР немцев Поволжья — в составе Фёдоровского кантона. Согласно переписи 1926 года в Ивановке проживало 2663 человека, 532 домохозяйства (среди них четыре немецких, 39 русских и 476 украинских).
После революции бывшая мукомольная мельница братьев Бойко была национализирована и продолжала работу под эгидой республиканского Коопхлеба. В 1929 году в селе были образованы колхозы имени Ленина и "12 годовщина Октября". Крестовоздвиженская церковь была закрыта и разобрана на стройматериалы. На месте храма был впоследствии построен дом культуры. В 1943–1945 годах в Ивановке в здании школы дислоцировалась военная часть. В годы Великой Отечественной войны в боях погибло 110 жителей села.
28 августа 1941 года был издан Указ Президиума ВС СССР о переселении немцев, проживающих в районах Поволжья. Немецкое население АССР немцев Поволжья было депортировано.
После ликвидации АССР немцев Поволжья Ивановка, как и другие населённые пункты Фёдоровского кантона, было передано Саратовской области. В 1954 году ивановские колхозы были объединены, а затем в 1961 году преобразованы в совхоз. В 1956 году село пришло электрифицировано, в 1965 году построена водокачка. В 1976 году был открыт новый клуб, в 1977 году сдана в эксплуатацию новая типовая двухэтажная школа. В 1985 году за ненадобностью была разобрана старая мельница Бойко. В 1988 году село газифицировали, в 1989 году Ивановку и Мокроус соединила асфальтированная дорога

## Физико-географическая характеристика
Село расположено в Низком Заволжье, в пределах Сыртовой равнины, относящейся к Восточно-Европейской равнине, на правом берегу реки Еруслан, на высоте около 65-70 метров над уровнем моря. Рельеф местности равнинный, слабохолмистый. Почвы тёмно-каштановые.
По автомобильным дорогам расстояние до районного центра рабочего посёлка Мокроус — 10 км, до областного центра города Саратов — 130 км.
Климат
Климат умеренный континентальный (согласно классификации климатов Кёппена — Dfa). Среднегодовая температура воздуха положительная и составляет + 6,3 °C. Средняя температура января — 10,9 °С, июля + 22,7 °С. Многолетняя норма осадков — 417 мм. В течение года количество выпадающих осадков распределено относительно равномерно: наименьшее количество осадков выпадает в марте (23 мм), наибольшее — в июне (по 45 мм).
Часовой пояс
Ивановка, как и вся Саратовская область, находится в часовой зоне МСК+1. Смещение применяемого времени относительно UTC составляет +4:00.

## Население
Динамика численности населения
| 1861 | 1890 | 1897 | 1910 | 1926 | 1987 | 2002 |
| ---- | ---- | ---- | ---- | ---- | ---- | ---- |
| 977  | 1702 | 2366 | 2872 | 2663 | ≈400 | 506  |

| 2002 | 2010 | 2014 | 2015 | 2016 | 2017 | 2018 |
| ---- | ---- | ---- | ---- | ---- | ---- | ---- |
| 507  | ↗519 | ↘496 | ↘473 | →473 | ↘465 | ↘463 |
| 2019 | 2020 | 2021 |      |      |      |      |
| ↘453 | ↘443 | ↘362 |      |      |      |      |